# Andriej Zubkow
Andriej Władimirowicz Zubkow (ur. 14 lipca 1981) – rosyjski siatkarz grający na pozycji rozgrywającego. 

## Przebieg kariery
| Lata                   | Klub                      |
| ---------------------- | ------------------------- |
| 1998–2003              | Nieftjanik Baszkirij Ufa  |
| 2003–2007              | MGTU Moskwa               |
| 2007–2009              | Dinamo-Jantar Kaliningrad |
| 2009–2010              | Dinamo Moskwa             |
| 2010–2014              | Lokomotiw Nowosybirsk     |
| 2014–2016              | Jenisiej Krasnojarsk      |
| 2016–2017              | Dinamo Krasnodar          |
| 2017–2019              | Ural Ufa                  |
| 2020–2021 (od 01.2020) | MGTU Moskwa               |
| 2021–                  | Eniergija Homel           |

## Sukcesy klubowe
Superpuchar Rosji:
- 2009

Liga Mistrzów:
- 2013
- 2010

Liga rosyjska:
- 2014
- 2010

Puchar Rosji:
- 2010, 2011

Klubowe Mistrzostwa Świata:
- 2013

Liga białoruska:
- 2022

## Sukcesy reprezentacyjne
Mistrzostwa Świata Juniorów:
- 1999